# Sambongsari
Sambongsari is een bestuurslaag in het regentschap Kendal van de provincie Midden-Java, Indonesië. Sambongsari telt 5202 inwoners (volkstelling 2010).